# Museo Etnográfico El Caserón
El Museo Etnográfico El Caserón es un museo de material etnográfico situado en la Plaza de la Constitución de San Sebastián de los Reyes, en la Comunidad de Madrid. Cuenta con más de 600 m² de exposición distribuidos en cuatro plantas. 

## Historia
Tras la creación de la Universidad Popular José Hierro en San Sebastián de los Reyes, se creó a su vez, como departamento a la misma, el Centro de Estudios Tradicionales, que comenzó su actividad en 1982 y estaba dedicado a la investigación etnográfica. Una de las razones más importantes fue el deseo de recuperación de herramientas, utensilios, indumentaria e incluso canciones de la zona para evitar su olvido en un futuro próximo, debido al gran crecimiento demográfico y urbano de la localidad en la segunda mitad del siglo XX. 
Con el tiempo, todo el material recogido fue aumentando y se hizo necesario un lugar donde poder almacenarlo. Además, los propios ciudadanos de San Sebastián de los Reyes pudieron ser ellos mismos los donantes de la gran mayoría de los fondos del museo, que fue inaugurado el 26 de agosto de 2005 con un total de 3700 piezas. La acogida de la idea de participar en la creación del museo por parte de los ciudadanos fue realmente positiva. 

## El edificio del Caserón y su historia
Es uno de los edificios civiles más antiguos que se conservan hoy día en San Sebastián de los Reyes. Su construcción data de finales del siglo XVII. Está formado por dos construcciones, una destinada a labores de labranza y otra que se supone utilizada como mesón y que era, antiguamente, propiedad del Ayuntamiento. El museo ocupa el edificio de labranza. 
Aproximadamente dos siglos después de su construcción, los dos edificios fueron unificados y adaptados, de manera que sirvieran como una casa solariega de gran tamaño. Las estancias de la familia y de sus empleados del hogar, así como el granero, la boyera y los trasteros flanqueaban un gran patio que, sin embargo, no era el único, pues existía otro más pequeño que se utilizaba como cuadra. Desde allí se podía acceder también a una cueva-bodega. 
Durante la guerra civil española fue ocupada por un tiempo por tropas republicanas, aunque más tarde sería entregada a la Caridad de San Vicente de Paúl. 
En la actualidad, el Caserón también alberga oficinas municipales del Ayuntamiento. En cuanto a las visitas, la biblioteca está disponible para investigadores y especialistas; hay cursos, seminarios y talleres; y se ofrecen visitas guiadas para grupos, con la condición de concertar cita previamente. Administrativamente, el Museo depende de la Delegación de Cultura del Ayuntamiento del municipio. 

### Reforma y distribución
A la hora de realizar las reformas necesarias al edificio se tuvieron en cuenta los elementos arquitectónicos fundamentales. La ejecución de la obra fue llevada a cabo por el arquitecto José María Pérez, también conocido como Peridis. 
Las cuatro plantas actuales en las que se distribuye el Museo Etnográfico El Caserón son: 
- Sótano: bodegas y colección de cerámica.
- Planta baja: entrada y directorio; fotografías, ropas; religión; biblioteca.
- Primera planta: instrumentos musicales y utensilios de trabajos artesanales.
- Buhardilla: documentos gráficos.